# Haidoub FC
El Haidoub FC es un equipo de fútbol de Sudán que juega en la Primera División de Sudán, la primera categoría nacional.

## Historia
Fue fundado en el año 1957 en la ciudad de En Nahud y logró el ascenso a la Primera División de Sudán en la temporada de 2022 luego de ser subcampeón de la segunda categoría.
En su primera temporada en la primera división logra finalizar en cuarto lugar, con lo que logra la clasificación a la Copa Confederación de la CAF 2023-24, siendo eliminado en la primera ronda por el Al Merreikh Juba de Sudán del Sur.

## Participación en competiciones de la CAF
| Temporada | Torneo                       | Ronda | Club             | Casa | Visita | Global |
| --------- | ---------------------------- | ----- | ---------------- | ---- | ------ | ------ |
| 2023/24   | Copa Confederación de la CAF | 1     | Al Merreikh Juba | 0-1  | 0-0    | 0-1    |